# جیم توروسیان

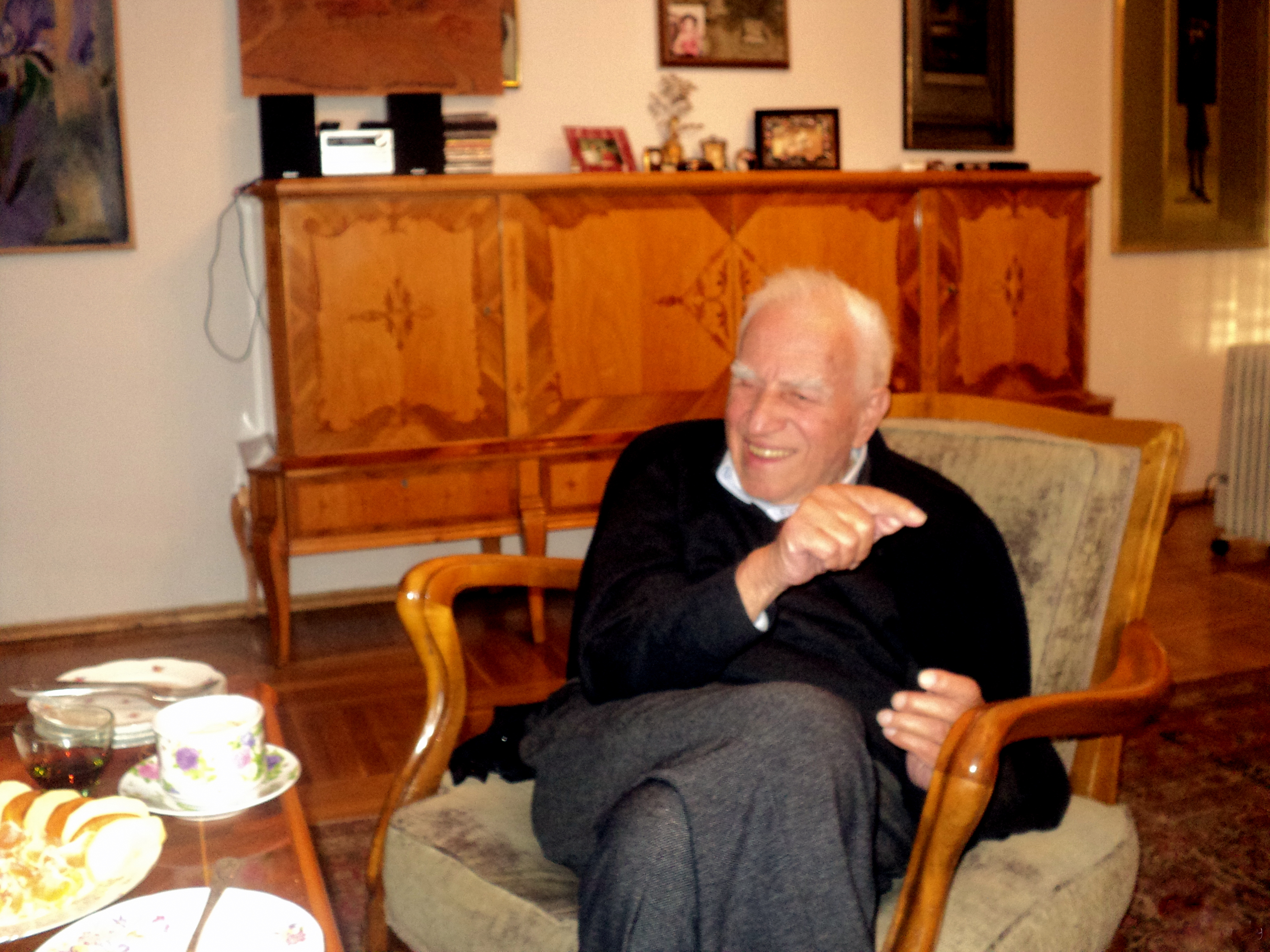

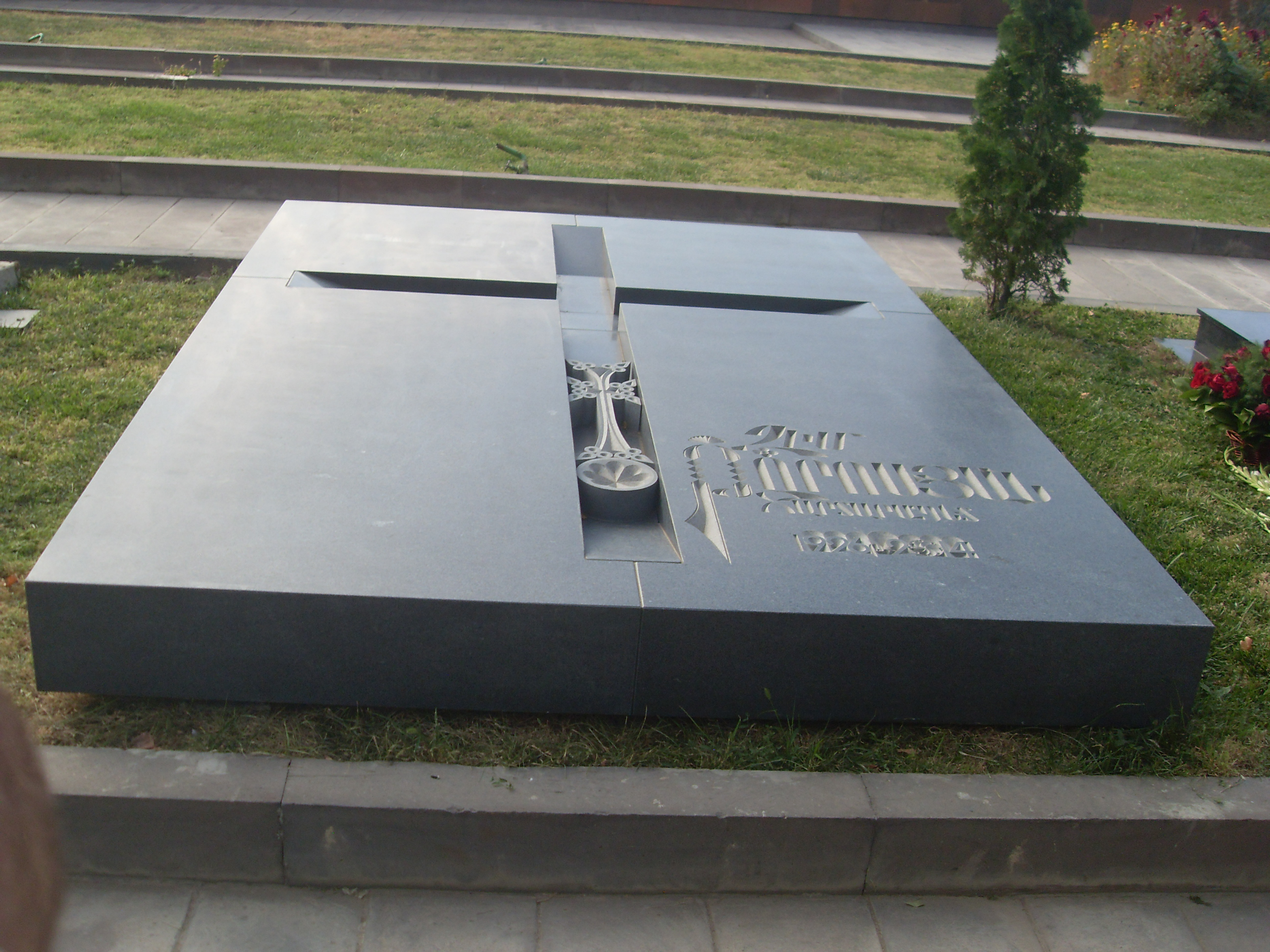
آرامگاه جیم توروسیان, پانتون کومیتاس (ایروان)

جیم پطروسی توروسیان (ارمنی: Ջիմ Պետրոսի Թորոսյան؛  زادهٔ ۱۸ آوریل ۱۹۲۶ – درگذشتهٔ ۵ ژانویهٔ ۲۰۱۴) معماری اهل ارمنستان بود.

## زندگی‌نامه
وی در ۱۸ آوریل ۱۹۲۶ در ایروان به دنیا آمد و از دانشگاه پلی‌تکنیک ارمنستان فارغ‌التحصیل گشت. همچنین برندهٔ جوایزی همچون نشان پرچم سرخ کار، نشان برجسته افتخار، معمار مردمی اتحاد شوروی، جایزه دولتی اتحاد شوروی، معمار شایسته ارمنستان شوروی، جایزه رئیس‌جمهور جمهوری ارمنستان (جایزه پوغوسیان، نشان افتخار ساهاک مقدس-مسروپ مقدس، نشان آنانیا شیراکاتسی و شهروند افتخاری ایروان شده است. وی در ۵ ژانویهٔ ۲۰۱۴ در سن ۸۷ سالگی در ایروان درگذشت.

## آثار برجسته
- نیم‌تنه استپان شاهومیان[الف]
- بنای یادبود آلکساندر میاسنیکیان[ب]
- بنای یادبود میکائیل نالباندیان[پ]
- بنای یادبود پارویر سواگ[ت]
- بنای یادبود یغیشه چارنتس[ث]
- نیم‌تنه نائیری زاریان[ج]
- شورای شهر ایروان[چ]
- موزه تاریخ ایروان[ح]
- کاسکاد ایروان[خ]

## یادداشت
1. ↑  Ստեփան Շահումյանի կիսանդրի
2. ↑  Ալեքսանդր Մյասնիկյանի հուշարձան
3. ↑  Միքայել Նալբանդյանի հուշարձան
4. ↑  Պարույր Սևակի հուշարձան
5. ↑  Եղիշե Չարենցի հուշարձան
6. ↑  Նաիրի Զարյանի կիսանդրի
7. ↑  Երևանի քաղաքապետարան
8. ↑  Երևանի պատմության թանգարան
9. ↑  Կասկադ համալիր

## نگارخانه

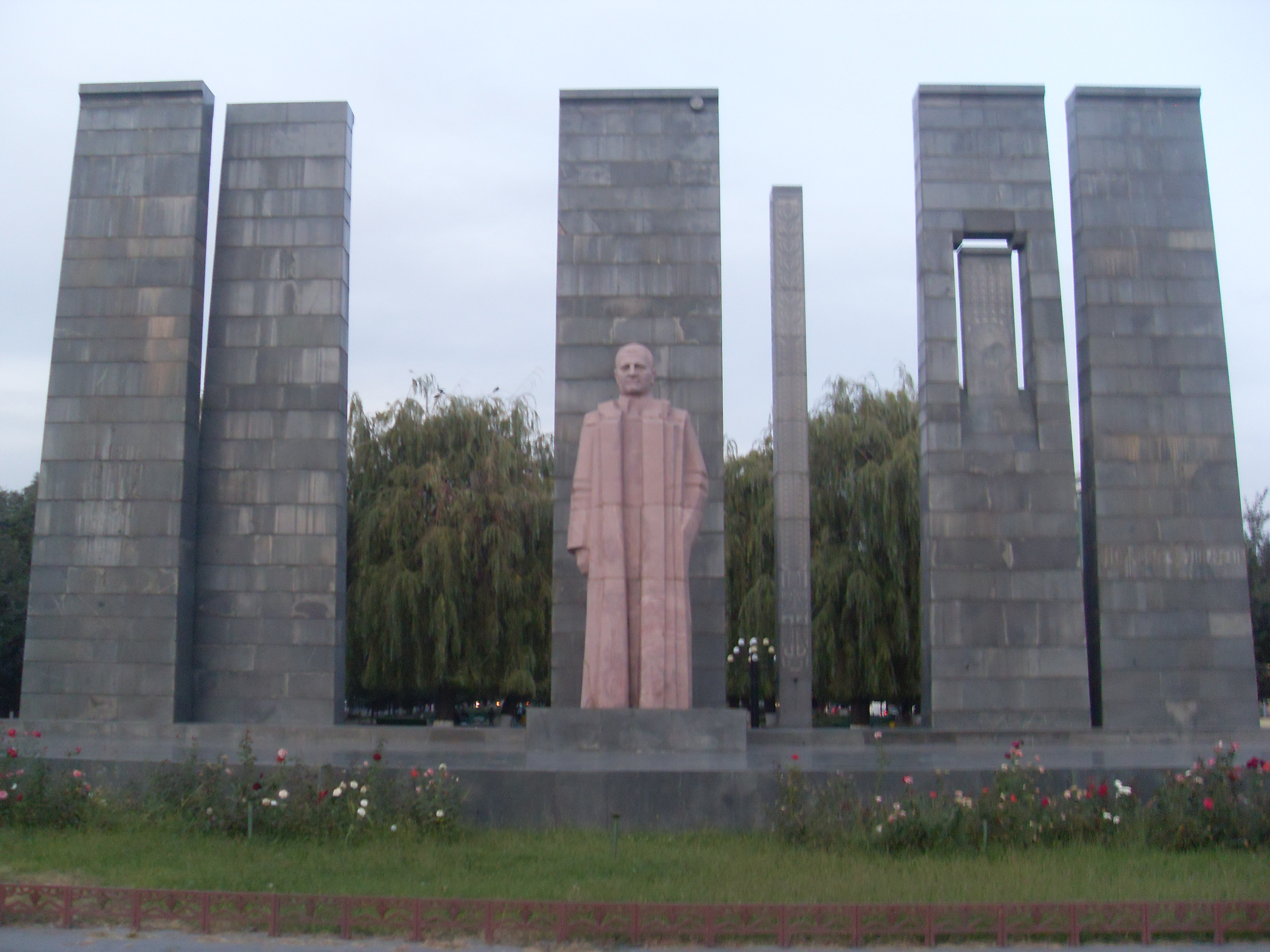
بنای یادبود آلکساندر میاسنیکیان (ایروان)
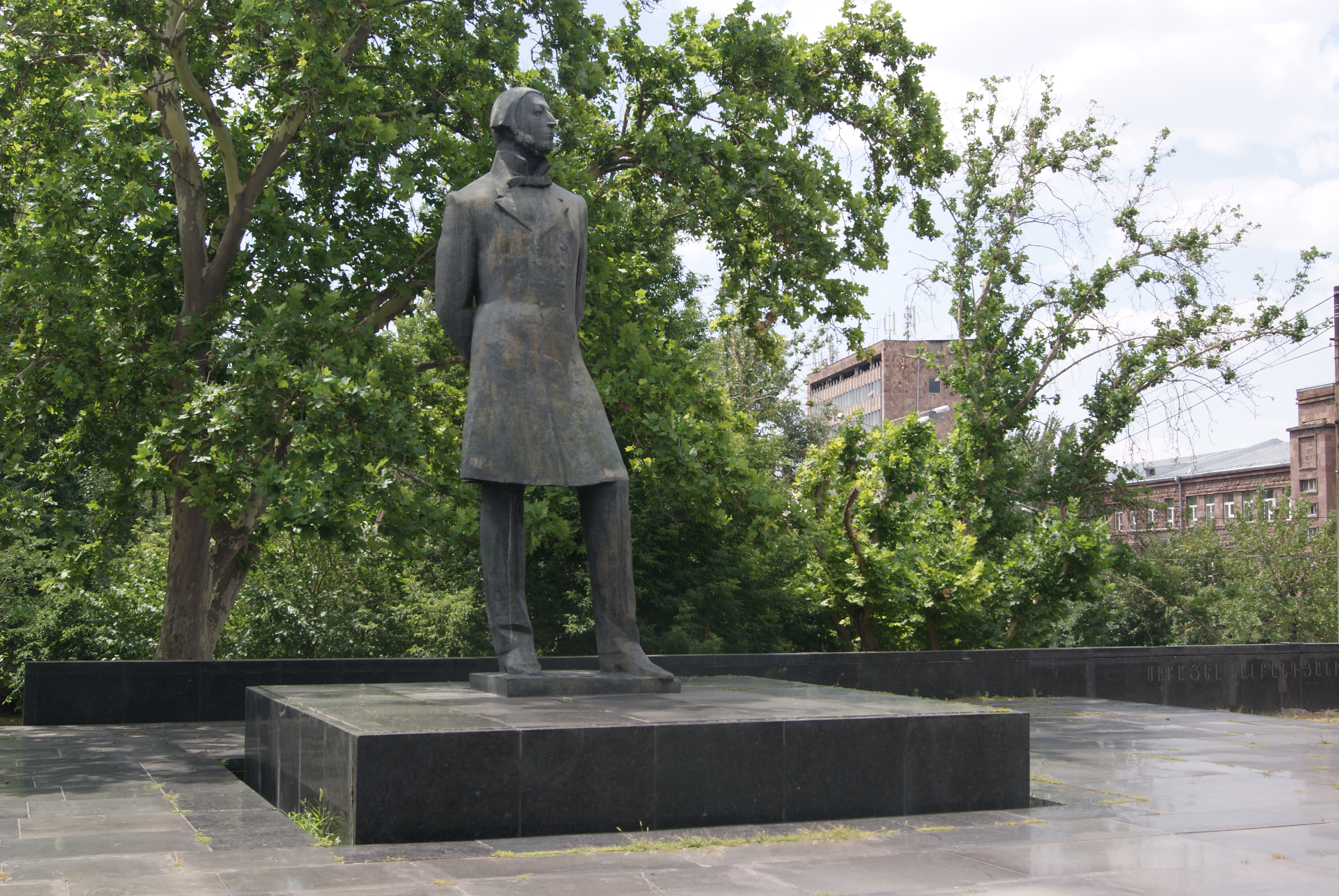
بنای یادبود میکائیل نالباندیان (ایروان)
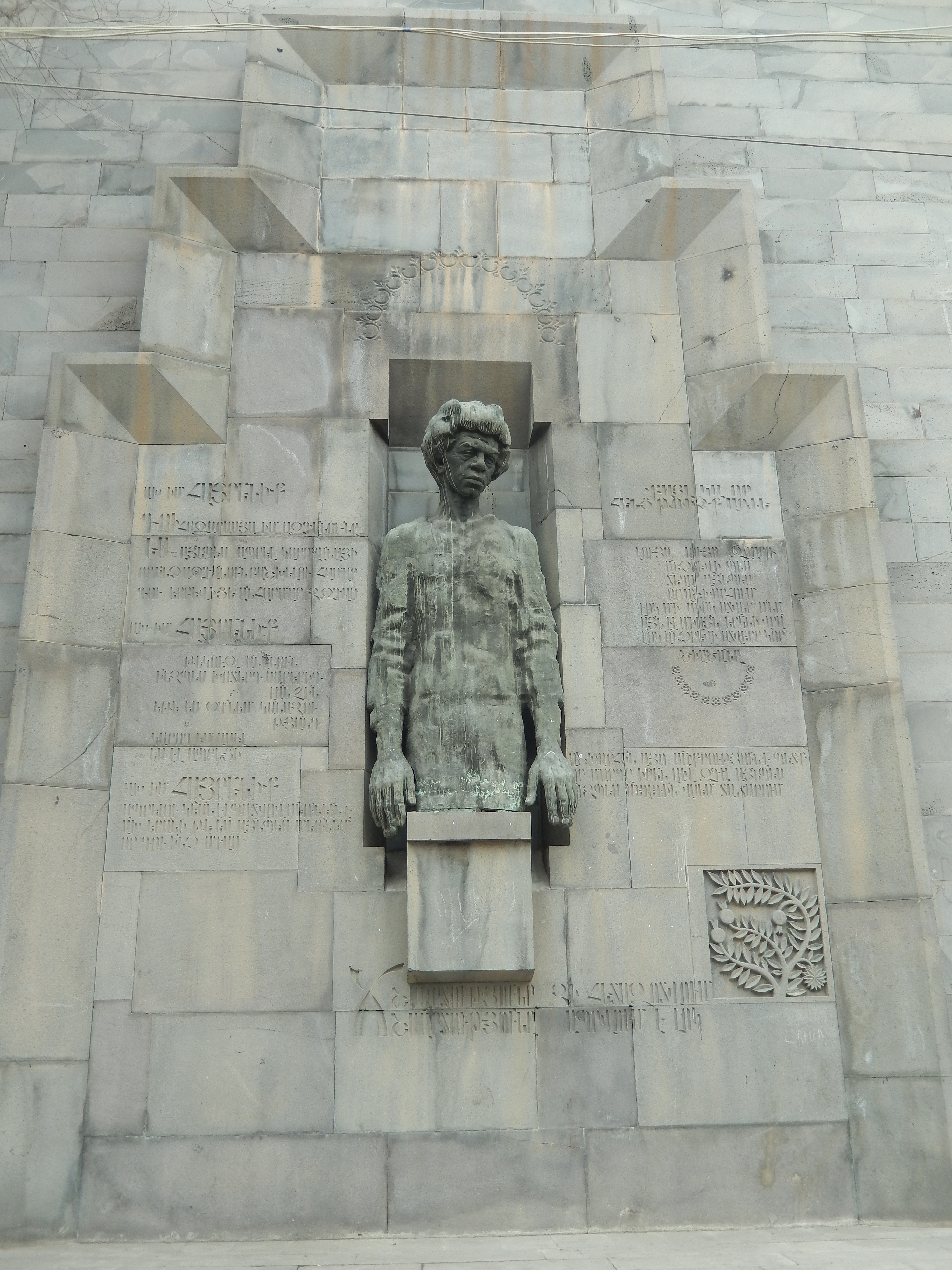
بنای یادبود پارویر سواگ (ایروان)
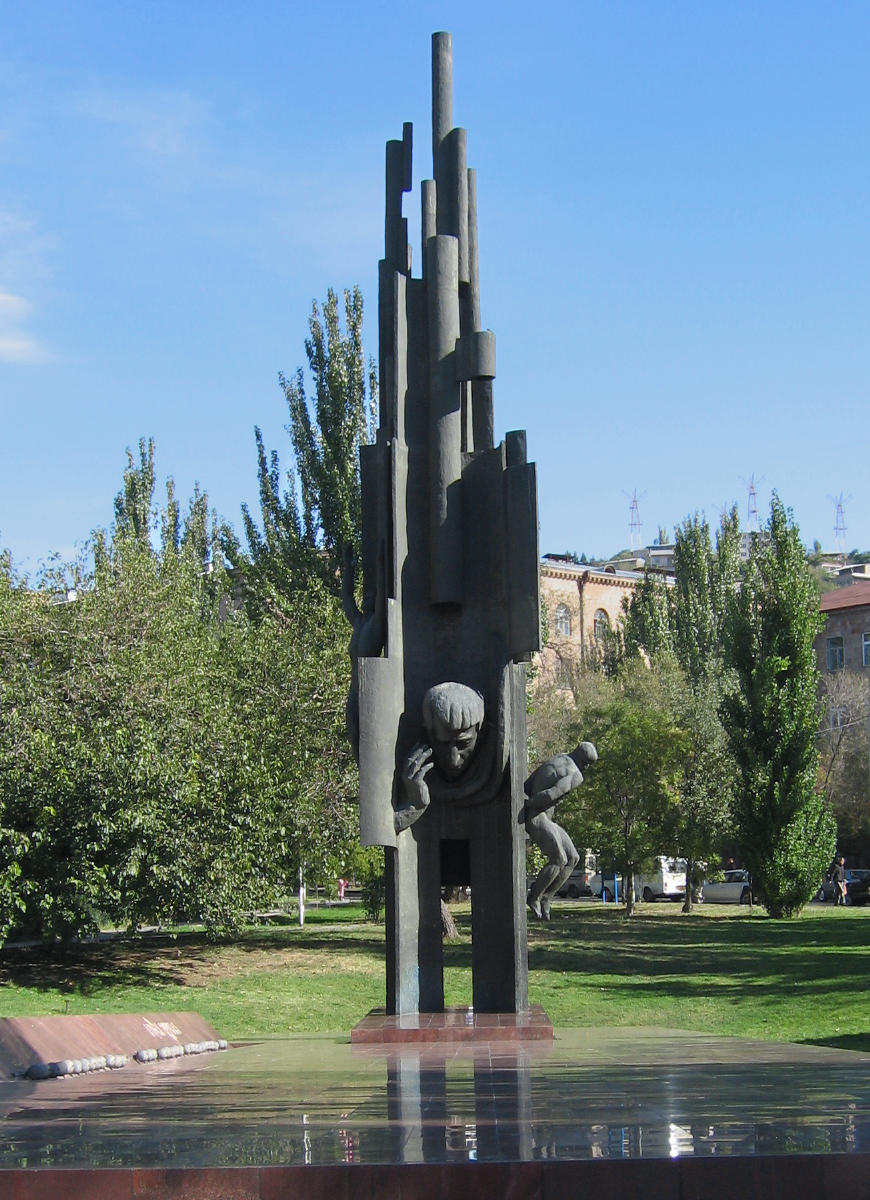
بنای یادبود یغیشه چارونتس (ایروان)
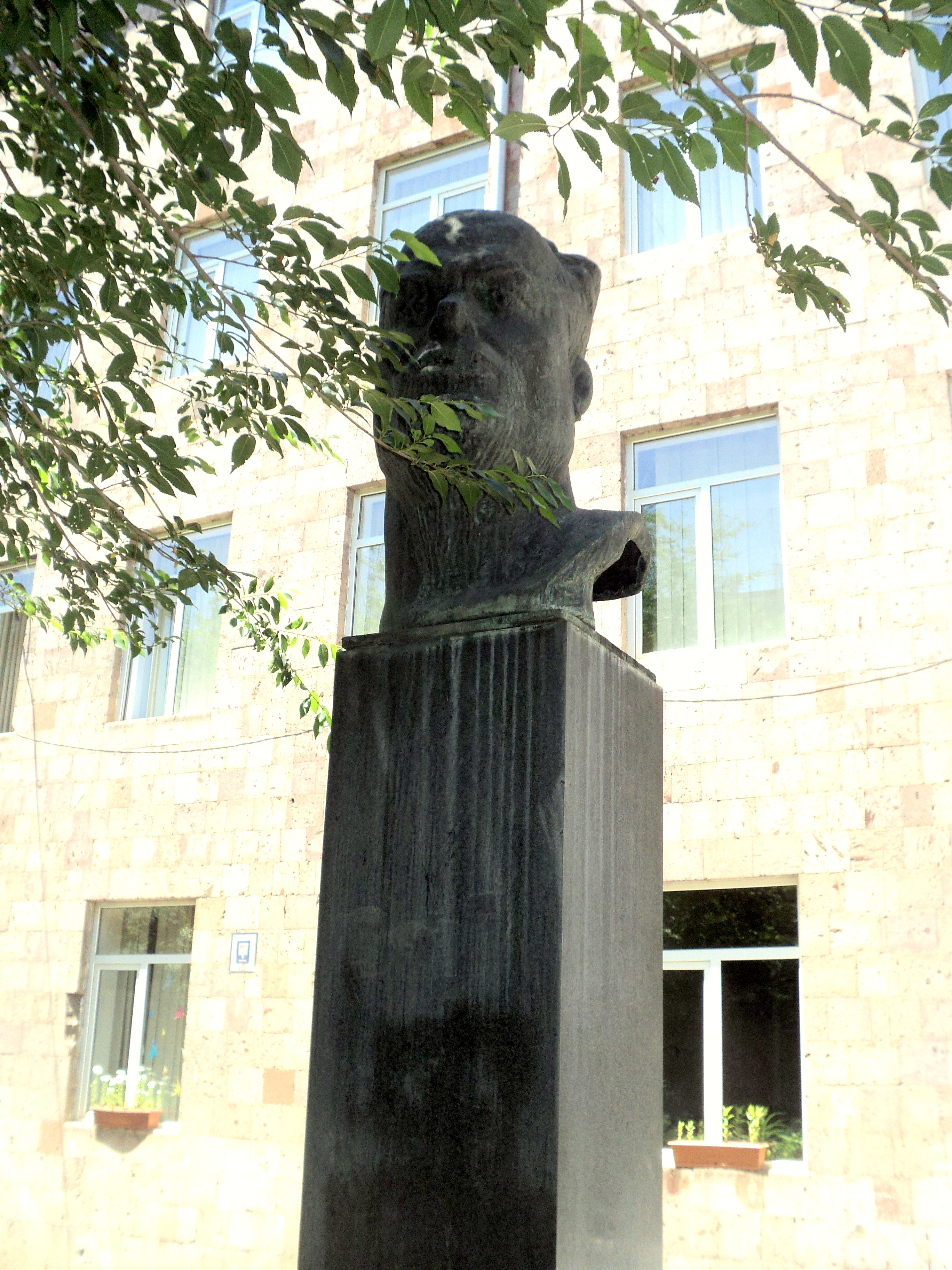
نیم‌تنه نائیری زاریان
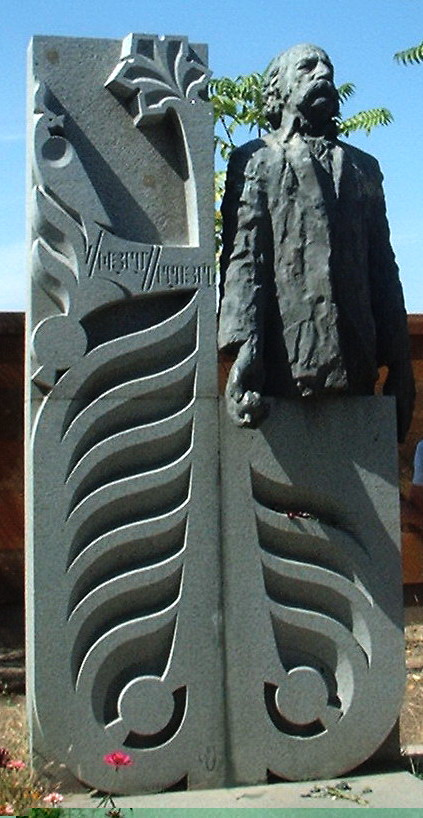
سنگ مزار ویلیام سارویان